# Post Cup
La Post-Cup, est une compétition de cyclisme sur route organisée par l'Union cycliste danoise. Elle se dispute en 2013 sur cinq courses danoises qui ont lieu d'avril à septembre, chacun attribuant des points aux vingt premiers coureurs à l'arrivée.

## Palmarès
| Année                         | Vainqueur                 | Deuxième                  | Troisième          |
| ----------------------------- | ------------------------- | ------------------------- | ------------------ |
| 1980                          | Jesper Worre              |                           |                    |
| 1981                          | Henning Jørgensen         |                           |                    |
| 1982                          | Ole Byriel                |                           |                    |
| 1983                          | Jack Arvid Olsen          |                           |                    |
| 1985-1986 n'a pas été réalisé |                           |                           |                    |
| 1984                          | Ole Byriel                |                           |                    |
| 1987                          | Alex Pedersen             |                           |                    |
| 1988                          | Peter Meinert-Nielsen     |                           |                    |
| 1989                          | Peter Meinert-Nielsen     |                           |                    |
| 1990                          | Michael Guldhammer        |                           |                    |
| 1991                          | Nicolaj Bo Larsen         |                           |                    |
| 1992                          | Jannik Petersen           |                           |                    |
| 1993                          | Nicolaj Bo Larsen         |                           |                    |
| 1994                          | Alex Pedersen             |                           |                    |
| 1995                          | Nicolaj Bo Larsen         |                           |                    |
| 1996                          | Dennis Rasmussen          |                           |                    |
| 1997                          | Kim Marcussen             |                           |                    |
| 1998                          | Søren Petersen            |                           |                    |
| 1999                          | Michael Blaudzun          |                           |                    |
| 2000                          | Michael Skelde            | René Jørgensen            | Dennis Rasmussen   |
| 2001                          | Dennis Rasmussen          | Jimmy Hansen              | Jacob Nielsen      |
| 2002                          | Allan Bo Andresen         | Dennis Rasmussen          | Morten Knudsen     |
| 2003                          | Morten Voss Christiansen  | Lars Frederiksen          | Jacob Nielsen      |
| 2004                          | Jacob Moe Rasmussen       | Jimmy Hansen              | Gøran Jensen       |
| 2005                          | Jens-Erik Madsen          | Jacob Moe Rasmussen       | Glenn Bak          |
| 2006                          | Jacob Moe Rasmussen       |                           |                    |
| 2007                          | Martin Mortensen          | Michael Reihs             | Jens-Erik Madsen   |
| 2008                          | Jacob Moe Rasmussen       | Michael Reihs             | Michael Tronborg   |
| 2009                          | Morten Høberg             | Glenn Bak                 | Philip Nielsen     |
| 2010                          | Michael Berling           | Kasper Jebjerg            | René Jørgensen     |
| 2011                          | Daniel Foder              | Andreas Frisch            | Lasse Bøchman      |
| 2012                          | Sebastian Lander          | Michael Reihs             | Morten Øllegaard   |
| 2013                          | Michael Reihs             | Troels Vinther            | Morten Øllegaard   |
| 2014                          | Magnus Cort Nielsen       | Morten Øllegaard          | Troels Vinther     |
| 2015                          | Mark Sehested             | Asbjørn Kragh Andersen    | Morten Øllegaard   |
| 2016                          | Troels Vinther            | Rasmus Bøgh Wallin        | Patrick Clausen    |
| 2017                          | Michael Carbel Svendgaard | Andreas Stokbro           | Casper Pedersen    |
| 2018                          | Tobias Kongstad           | Andreas Stokbro           | Christoffer Lisson |
| 2019                          | Nicklas Amdi Pedersen     | Michael Carbel Svendgaard | Rasmus Bøgh Wallin |
| 2020                          | Sebastian Kolze Changizi  | Alexander Salby           | Magnus Bak Klaris  |
| 2021                          | Alexander Salby           | Rasmus Søjberg            | Magnus Bak Klaris  |
| 2022                          | Nicklas Amdi Pedersen     | Andreas Brandt Aidel      | Frederik Irgens    |
| 2023                          | Magnus Bak Klaris         | Frederik Irgens           | Rasmus Bøgh Wallin |
| 2024                          | Adam Holm                 | Mathias Larsen            | Emil Toudal        |
| 2025                          |                           |                           |                    |